# Argelios
Argelios o Argelius fue un escritor y seguramente arquitecto griego de época incierta que escribió un trabajo sobre el templo jónico de Esculapio, del que se supone que habría sido el arquitecto, también escribió sobre las proporciones del orden corintio.